# Phanoderma steineri
Phanoderma steineri är en rundmaskart. Phanoderma steineri ingår i släktet Phanoderma, och familjen Phanerodermatidae. Arten är reproducerande i Sverige.